# Internet Broadway Database

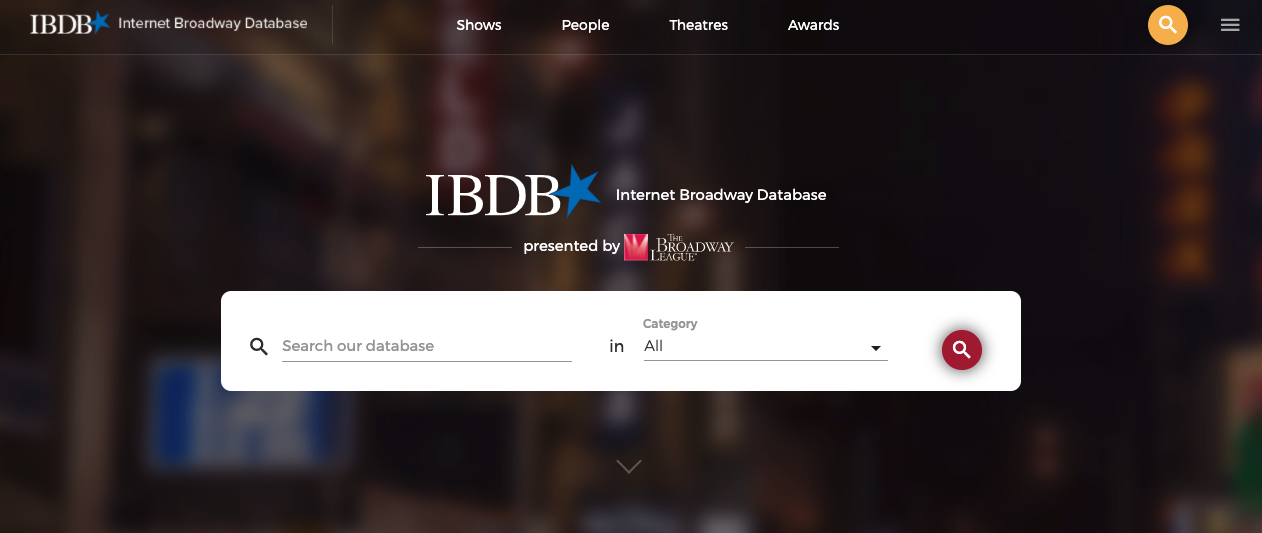
Startseite der Internet Broadway Database

Die Internet Broadway Database (IBDB) ist eine seit 2000 bestehende offizielle Internet-Datenbank mit Broadway-Theater-Informationen. Dort finden sich Listen der beteiligten Personen, Spielorte und Statistiken über alle Produktionen ab der Gründung des New Yorker Theaters bis heute. In der Auflistung sind auch die Stücke und Schauspieler enthalten, die mit dem „Tony Award“ ausgezeichnet wurden, dem Theater-Äquivalent des Filmpreises „Oscar“.
Es wird unterhalten von der Forschungsabteilung der League of American Theatres and Producers, einer Handelsorganisation für die nordamerikanische kommerzielle Theater-Gemeinschaft.